# Meade ETX
ETX (англ. Everybody's Telescope, телескоп для всіх) — лінійка телескопів з невеликою апертурою (від 60 до 125 мм), виготовлених компанією Meade Instruments.

## Витоки
ETX вперше виготовлений у 1996 році як 90-міліметровий (3,5 дюйма) телескоп Максутова-Кассегрена. Він використовував переваги масового виробництва, спрощеної оптичної конструкції та спрощеної конструкції деталей, щоб стати дешевою альтернативою дуже дорогому 3,5-дюймовому телескопу Максутова-Кассегрена фірми Questar. Згодом лінійку ETX доповнили телескопами з апертурами 105 мм і 125 мм Максутова-Кассегрена й ахроматичними телескопами-рефракторами з апертурами 60 мм і 70 мм, але ці дві моделі пізніше замінили на модель з апертурою 80 мм. Телескопи ETX використовують технологію goto автоматичного наведення на об'єкт, що робить їх дуже популярними серед астрономів-любителів.